# Margaret Mead

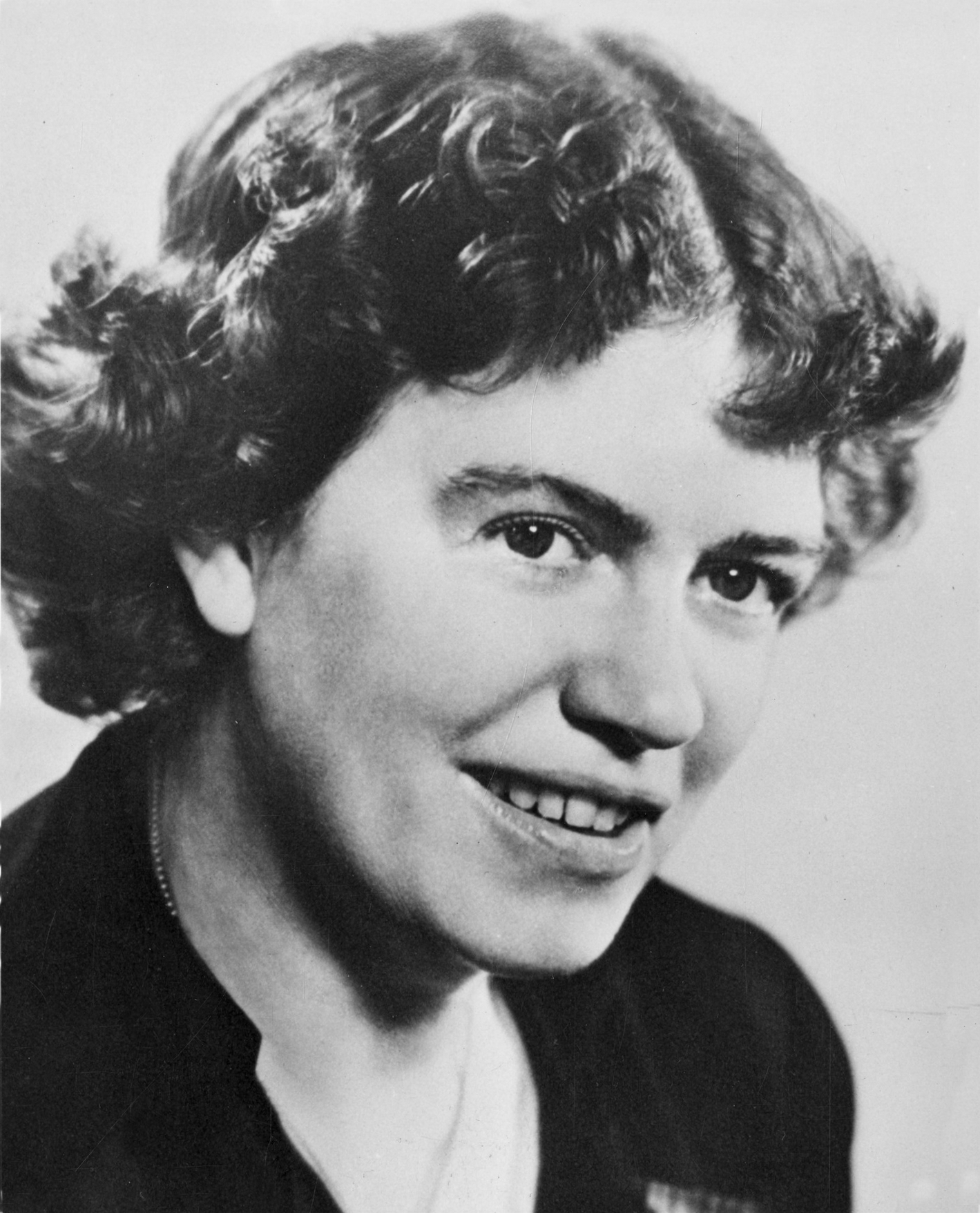
Margaret Mead 1948 zum Anlass ihres Vortrages Some Anthropological Considerations Concerning Guilt auf dem „Second International Symposium on Feelings and Emotions“ in den USA

Margaret Mead (* 16. Dezember 1901 in Philadelphia, Pennsylvania; † 15. November 1978 in New York) war eine US-amerikanische Ethnologin (cultural anthropologist). Sie gilt als eine der entschiedensten Vertreterinnen des Kulturrelativismus im 20. Jahrhundert und ist neben Ruth Fulton Benedict die Hauptvertreterin der Culture and Personality School. Sie vertrat die Auffassung, Sozialverhalten sei formbar und kulturbestimmt.
Besonders in den 1960er und in den 1970er Jahren waren ihre Arbeiten sehr populär. Mead galt mit ihren Studien über die Sexualität bei südpazifischen Kulturen als eine Wegbereiterin der sexuellen Revolution. Seit den 1980er Jahren wurde verstärkt Kritik an ihren Forschungsmethoden geübt.

## Leben
Margaret Mead wuchs in einer liberalen Familie des Mittelstandes auf. Sie hatte vier jüngere Geschwister: Bruder Richard (1904–1975) und die Schwestern Elizabeth (1909–1983), Katharine (1906–1907, verstarb im Alter von neun Monaten) und Priscilla (1911–1959). Margaret Mead studierte an der Columbia University bei Franz Boas und Ruth Benedict. Obwohl Meads Vater akademischer Lehrer war und sehr liberale Ansichten hatte, wollte er der Tochter kein Studium zugestehen. Mit Hilfe der Mutter gelang es ihr schließlich, ein Studium der Psychologie und Anthropologie zu beginnen.
Mead war verheiratet mit Luther Sheeleigh Cressman (1923–1928), Reo Franklin Fortune (ab 1928) und Gregory Bateson (ab 1935). Mit letzterem hatte sie eine Tochter, Mary Catherine Bateson (1939–2021).

### Forscherin
1925 reiste sie im Auftrag von Boas für einige Monate als junge Ethnologin allein nach Amerikanisch-Samoa, wo sie Mädchen an der Stufe zum Erwachsenwerden studierte. Dabei hielt sie fest, dass die bis dahin als starr geltenden sozialen Rollen kulturell vorgegeben und nicht – wie bisher allgemein angenommen – für alle Menschen gültig waren. Darüber schrieb Mead ein Buch (1928, → Veröffentlichungen), das in den USA schnell ein Bestseller wurde. 1957 reiste Lowell D. Holmes auf den Spuren Meads nach Samoa und korrigierte in seiner Dissertation einige ihrer Feststellungen; die Unterschiede erklärte er vor allem damit, dass sich das Verhalten der Mädchen auf Samoa im Laufe der Jahre deutlich verändert hätte.
Nach ihrem Bucherfolg erhielt Mead eine Assistentenstelle am American Museum of Natural History in New York. Später stieg sie dort zur Konservatorin auf. Während des Zweiten Weltkriegs arbeitete Mead für die US-Regierung als Beraterin. 1944 nahm sie an einer geheimen Konferenz teil, auf der die Amerikaner die kulturellen und politisch-pädagogischen Grundzüge für ein Programm zur „Reeducation“ festlegten. Die Umerziehung sollte im besiegten Deutschland durchgeführt werden. Ab 1954 unterrichtete Mead Ethnologie an der Columbia-Universität und wurde schließlich Direktorin des sozialwissenschaftlichen Instituts an der Fordham Universität in New York.
Weltberühmt wurde Mead durch ihre Reisen 1931 nach Neuguinea, wo sie die Gesellschaftsstrukturen der Arapesh, Tchambuli und Mundugumor erforschte. Aus dem gewonnenen Material folgerte sie, dass die Geschlechterrollen nicht biologisch vorgegeben, sondern soziokulturell bedingt seien. Sie war die erste Person, die diese Ansicht empirisch zu belegen schien, und gab damit den gesamten Sozialwissenschaften neue Impulse. Insbesondere ihre Forschungen von 1939 zu (als umgekehrt postulierten) Geschlechterverhältnissen bei den Chambri beziehungsweise Tchambuli (Papua-Neuguinea) gelten unter Befürwortern des Genderkonzepts als wegweisend. Allerdings werden Mead diesbezüglich wissenschaftliche Unschärfen vorgeworfen.
Zwischen 1936 und 1939 betrieb sie zusammen mit Gregory Bateson und Jane Belo intensive Studien auf der indonesischen Insel Bali. Sie war damit eine wichtige Figur des sogenannten Bali-Circle der 1930er-Jahre.

### Zweiter Weltkrieg
Während des Zweiten Weltkriegs musste sie ihre Forschungsreisen in die Südsee unterbrechen, wodurch sie sich jedoch nicht von weiteren Forschungstätigkeiten abhalten ließ. Gemeinsam mit Ruth Benedict wandte sie früh anthropologische und ethnologische Methoden zur Erforschung moderner Kulturen an. Dabei beschäftigten sie sich im Auftrag der amerikanischen Informations- und Propagandabehörde Office of War Information insbesondere mit der japanischen Kultur. Mead war für das Office of Strategic Services (Vorläufer der CIA) tätig und nahm diesbezüglich gemeinsam mit Kurt Lewin an Ausbildungen teil. Während des Zweiten Weltkrieges bestand Meads Aufgabe darin, für die Alliierten Kriterien für die spätere Besatzungszeit in Deutschland auszuarbeiten.
Um ihre Vergleiche zwischen den Kulturen zu vertiefen und weitere Forscher zu solchen Vergleichen zu animieren, gründeten die beiden Ethnologinnen das Institute for Intercultural Studies.

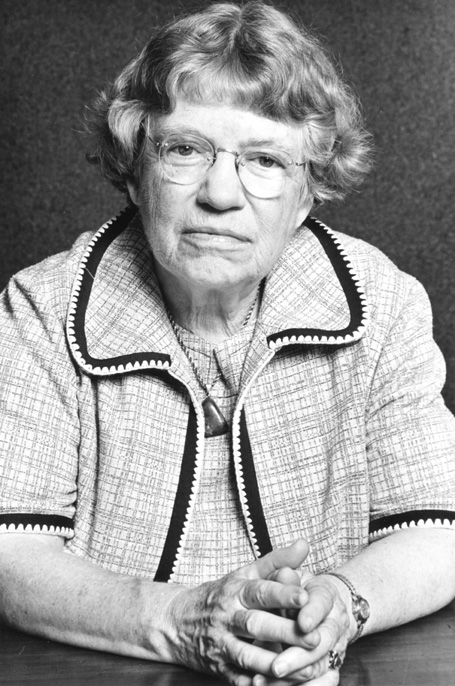
Margaret Mead, Foto: Lynn Gilbert, 1977

## Akademische Karriere
Insgesamt erforschte Mead sieben Kulturen im Südpazifik. Sie war Professorin des American Museum of Natural History in New York, Präsidentin der American Anthropological Association (AAA) und der American Association for the Advancement of Science. Sie erhielt 28 Ehrendoktorate von Universitäten weltweit und schrieb mehr als 40 Bücher sowie über 1000 wissenschaftliche Artikel. Sie war Lehrerin und Förderin von Ray Birdwhistell. Margaret Mead wurde 1970 mit dem Kalinga-Preis für die Popularisierung der Wissenschaft ausgezeichnet.

## Mitgliedschaften
1948 wurde Mead in die American Academy of Arts and Sciences gewählt, 1955 in die American Academy of Arts and Letters, 1975 in die National Academy of Sciences und 1977 in die American Philosophical Society.
Sie war Mitglied der „Core-Group“ von Wissenschaftlern, die an fast allen Macy-Konferenzen teilnahm, welche den Grundstein für die Kybernetik diskutierten.

## Mead-Freeman-Kontroverse
Der Anthropologe Derek Freeman widersprach Meads Samoa-Ergebnissen in seinen Studien. Freeman ging dabei ausdrücklich nicht von einer bewusst falschen Darstellung durch Mead aus. Seiner Auffassung nach entsprang ihr Samoa-Bild eigenem Wunschdenken.
Mead hatte Anthropologie beim deutschstämmigen Franz Boas studiert, einem der Gründungsväter der cultural anthropology (amerikanische Entsprechung der Ethnologie). Boas wandte sich in seinen Forschungen gegen den von der Eugenik vertretenen Erbdeterminismus, der den Menschen vor allem durch seine Erbanlagen bestimmt sieht. Im Sinne Boas’ trat die damals 23-jährige Margaret Mead ihre Forschungen ausdrücklich mit dem Ziel der Widerlegung des Erbdeterminismus an: „Wir hatten zu zeigen, dass die Menschennatur außerordentlich anpassungsfähig ist, dass die Rhythmen der Kultur zwingender sind als die physiologischen Rhythmen … Wir hatten den Beweis zu erbringen, dass die biologische Grundlage des menschlichen Charakters sich unter verschiedenen gesellschaftlichen Bedingungen verändern kann.“
Meads Fahrt nach Samoa im August 1925 war ihre erste Reise außerhalb Nordamerikas. Fundierte Kenntnisse der samoanischen Geschichte und Kultur hatte sie nicht. Erst vor Ort nahm sie Anfangsunterricht in der samoanischen Sprache (1 Stunde pro Tag). Da sie die Vorstellung, in der primitiven Umgebung einer samoanischen Familie zu leben, abschreckte, zog sie in das Haus einer dort ansässigen nordamerikanischen Familie. Im nächsten halben Jahr befragte sie samoanische Mädchen, 25 davon näher. Diese Befragungen bildeten die Quelle ihres Buches. Zugang zum politischen Leben der Einheimischen, den Männerversammlungen, bekam sie als Frau nicht.
Freeman war erstmals von 1940 bis 1943 in Samoa und ein zweites Mal von 1965 bis 1967. Während seines ersten Aufenthaltes als Schullehrer erlernte er die samoanische Sprache. Er schrieb seine Doktorarbeit über die Sozialstruktur Samoas, wurde von einer einheimischen Familie adoptiert und in seinem Dorf zum Häuptling ernannt. Anfangs wie Mead ein überzeugter Kulturdeterminist, veröffentlichte er sein Mead-kritisches Buch erst als emeritierter Professor. Freemans Beschreibung von Samoa, das er aufgrund seiner eigenen jahrzehntelangen Erfahrungen und Befragungen sowie intensiven Quellenstudien beschreibt, steht im ausdrücklichen Widerspruch zu Meads Ergebnissen.
Mary Pritchard, die von Margaret Mead 1925 interviewt worden war, meinte 1983: „Was würden Sie denn sagen, wenn Ihnen ein Fremder ins Haus schneit und Sie über das Sexualleben Ihrer Kinder ausfragt?“ Und der samoanische Schriftsteller Albert Wendt setzt seine literarische Arbeit bewusst zur Korrektur ein: „Das Samoa, das ich schuf, war genau das Gegenteil von Margaret Meads attraktivem, aber oberflächlichem Paradies-Klischee. Es ist dies ein Samoa mit all den Gefühlen, Problemen, Hoffnungen und dergleichen, die allen Menschen gemeinsam sind.“
Die Beschreibung der Arapesh auf Neuguinea in den 1930er Jahren als äußerst friedliches Volk trug Mead die Kritik ihres früheren Ehemannes Reo Franklin Fortune ein. Fortune wies 1939 Meads Forschungsergebnisse energisch zurück und beschrieb detailliert die Frauenraubkriege der Arapesh.
Der Anthropologe Paul Shankman zeichnet ein vermittelndes Bild von der Kontroverse Mead – Freeman. Er ist der Auffassung, dass auch Freemans Untersuchung nur unzureichend von der Beweislage gedeckt ist; beide Seiten der Kontroverse stehen unter Ideologieverdacht.
Meads Tochter, Mary Catherine Bateson, sagte einmal liebevoll aber nicht unkritisch zu den Büchern ihrer Mutter: „Auf mancherlei Weise sind ihre Bücher voller Poesie“.

## Ehrungen
In Gedenken an Margaret Mead wurde 1991 von der Internationalen Astronomischen Union für den größten Krater auf dem Planeten Venus der Name Mead anerkannt.
Die American Anthropology Association (AAA) vergibt zu Ehren der Forscherin seit 1979 den Margaret Mead Award.
Das jährliche Margaret Mead Film Festival in New York City zeigt in Gedenken an die Forscherin internationale Filmdokumentationen; Veranstalter ist das American Museum of Natural History, für das Mead 52 Jahre lang als Kuratorin gearbeitet hatte.

## Werke

### Veröffentlichungen
- Coming of Age in Samoa: A Psychological Study of Primitive Youth for Western Civilisation. 1928 
  - Deutsche Ausgabe: Kindheit und Jugend auf Samoa. 1970.
  - Nachdruck: Harper Perennial, New York 2001, ISBN 978-0-688-05033-7.
- Growing Up in New Guinea.1930 
  - Nachdruck: Harper Perennial, New York 2001, ISBN 978-0-688-17811-6.
- Social organization of Manu’a. Honolulu 1930.
  - Nachdruck: Krauss Reprint, New York 1969, ISBN 0-910240-08-6.
- The changing culture of an Indian tribe. New York 1932 (Nachdruck: AMS Press, New York 1969)
- Kinship in the Admiralty Islands. New York 1934 (Nachdruck: Transaction Publications, New Brunswick, Canada 2002, ISBN 0-7658-0764-5)
- Sex and Temperament in Three Primitive Societies. 1935; (dt. Übersetzung: Jugend und Sexualität in primitiven Gesellschaften. Teil 1: Kindheit und Jugend in Samoa. Teil 2: Kindheit und Jugend in Neuguinea. Teil 3: Geschlecht und Temperament in drei primitiven Gesellschaften. Klotz, Eschborn 2002, ISBN 3-88074-451-3)
- Cooperation and competition among primitive peoples. New York 1937 (Nachdruck: Transaction Publications, New Brunswick, Canada 2003, ISBN 0-7658-0935-4)
- Male and female. 1949 (deutsch: Mann und Weib: Das Verhältnis der Geschlechter in einer sich wandelnden Welt., Rowohlts deutsche Enzyklopädie 69/70, 1958; spätere Auflage: Ullstein, Frankfurt/M. 1992, ISBN 3-548-34835-1)
- New lives for old. Cultural transformation; manuscripts 1928–1953. New York 1956; (Nachdruck: Perennial Edition, New York 2001, ISBN 0-06-095806-5)
- Anthropology. A human science; selected papers 1939–1960. Van Nostrand, Princeton, 1964, ISBN 0-442-09871-5
- Continuities in cultural evolution. New Haven, Conn. 1964; (Nachdruck: Transaction Publishers, New Brunswick, N.J. 1999, ISBN 0-7658-0604-5)
- Anthropologists and what they do. Watts, New York 1965
- An anthropologist at work. Writings of Ruth Benedict. New York 1966; (Nachdruck: Greenwood Press, Westport, Conn. 1977)
- The Mountain Arapesh. Natural History Press, Garden City (1. The record of unabelin with Rorschach analyses, 1968; 2. Arts and supernaturalism, 1970; 3. Stream of events in Alitola, 1971.)
- Science and the concept of race. CUP, New York 1968
- Culture and Commitment. 1970; (dt. Übersetzung: Der Konflikt der Generationen. Jugend ohne Vorbild. Klotz, Eschborn 2000, ISBN 3-88074-294-4)
- People and places (Anthropology; Bd. 3). Bantam Books, Toronto 1970, ISBN 0-553-06312-X
- The school in American culture. University Press, Cambridge, Mass. 1971
- Blackberry winter. William Morrow, New York 1972
  - Deutsche Ausgabe: Brombeerblüten im Winter. Ein befreites Leben. Autobiographie. Aus dem amerikanischen Englisch übersetzt von Katrine von Hutten. Mit einem Nachwort von Margarete Mitscherlich-Nielsen. Rowohlt, Reinbek bei Hamburg 1993, ISBN 3-499-14226-0.
- Twentieth century faith, hope and survival. 1972; (dt. Übersetzung: Hoffnung und Überleben der Menschheit. Glaube im 20. Jahrhundert. Kreuz, Stuttgart 1973, ISBN 3-7831-0411-4)
- Letters from the field. 1925–1975. New York 1977; (Nachdruck: Perennial Edition, New York 2001, ISBN 0-06-095804-9) (autobiographische Briefsammlung)
- Soviet attitudes toward authority. An interdisciplinary approach to problems of Soviet character. Greenwood Press, Westport, Mass. 1979, ISBN 0-313-21081-0
- Ruth Benedict. A humanist in anthropology. CUP, New York 2005, ISBN 0-231-13490-8 (Biographie über Ruth Benedict)
- The study of contemporary western cultures. Berghahn Books, Bd. 1–6, New York 2000 ff. (1. The study of culture at a distance, 2000, ISBN 1-57181-217-2; 2. And keep your powder dry. An anthropologist looks at the American character, 2000, ISBN 1-57181-217-2; 3. Russian culture, 2001, ISBN 1-57181-230-X; 4. Themes in French culture. A preface to a study of French community, 2001, ISBN 1-57181-813-8; 5. Studying contemporary western society. Method and theory, 2004, ISBN 1-57181-815-4; 6. The world ahead. An anthropologist anticipates the future. 2005, ISBN 1-57181-817-0)

### In Co-Autorenschaft
- mit Frances McGregor: Growth and culture: A photographic study of balinese childhood. Putnam Books, New York 1951.
- mit Nicholas Callas: Primitive heritage: An anthropological anthology. Gollancz, London 1954.
- mit Rhoda Bubendey Métraux: A way of seeing. New York 1962; Nachdruck: Morrow Books, New York 1974, ISBN 0-688-05326-2.
- mit Gregory Bateson: Balinese character. A photographic analysis. New York Academy of Sciences, New York 1962.
- mit Ken Heyman: Family. Macmillan, New York 1965.
- mit Ruth Bunzel: The golden age of American anthropology.Braziller Books, New York 1968.
- mit Paul Byers: The small conference. An innovation in communication. Mouton Books, Den Haag 1968.
- mit Muriel Brown: The wagon and the star: A study of American community initiative. Rand McNally, Chicago 1967.
- mit u. a. Daniel D. McCracken: To love or to perish: The technological crisis and the churches. Friendship Press, 1972.
- mit James Baldwin: A Rap on Race. 1971; deutsch: Rassenkampf – Klassenkampf: Ein Streitgespräch. Rowohlt, Reinbek 1973, ISBN 3-499-11617-0.
- mit Ken Heyman: World enough: Rethinking the future. Little Brown, Boston 1976, ISBN 0-316-56470-2.
- zusammen mit Rhoda Bubendey Métraux: An interview with Santa Claus. Walker, New York 1978, ISBN 0-8027-0620-7.
- mit Martha Wolfenstein: Childhood in contemporary cultures. University Press, Chicago 1978, ISBN 0-226-51506-0.